# Apache Maven
Apache Maven, of kortweg Maven is een softwaregereedschap voor Java-projectmanagement en geautomatiseerde softwarebouw. Het is gelijk in functionaliteit aan het gereedschap Apache Ant (en iets minder aan PHP's PEAR en Perls CPAN), maar heeft een simpelere bouwconfiguratie, gebaseerd op de taal XML. Maven wordt gefaciliteerd door de Apache Software Foundation, waar het voorheen een onderdeel was van het Jakarta Project.
Maven gebruikt een "Project Object Model" (POM) om het softwareontwikkeltraject te sturen. In de POM staan verder de afhankelijkheden met andere modules en componenten, waaruit de volgorde van bouwen bepaald wordt. In de POM kunnen naast de gebruikelijke stappen als compileren en samenvoegen voor distributie, extra acties gedefinieerd worden die het ontwikkelproces kunnen ondersteunen. Voorbeelden hiervan zijn automatisch testen, (statische) codeverificatie en analyse van "Code Coverage" door de testen.
Een belangrijk aspect van Maven is de zogenaamde "repository" waarin verschillende versies van componenten opgeslagen zijn. Dit kunnen componenten zijn waarvan de te bouwen software rechtstreeks afhankelijk is. Ook kunnen dit componenten zijn die het bouwproces zelf ondersteunen. Maven biedt ondersteuning om de repository automatisch te vullen met versies die op het internet aangeboden worden, via Apache en andere organisaties.

## Minimale systeemvereisten
- Java Development Kit (JDK 1.8 of hoger)
- Ongeveer 10 MB vrije schijfruimte voor de installatie, en daarnaast nog minimaal 500 MB voor het project.[2]